# Барейро, Нери
Нери Рубен Барейро (исп. Nery Ruben Bareiro; 3 марта 1988 года, Сан-Лоренсо) — парагвайский футболист, играющий на позиции защитника. Выступает за клуб «Спортиво Сан-Лоренсо».

## Биография
Нери Барейро начинал свою карьеру футболиста в парагвайском клубе «Либертад». Вторую половину 2007 года он провёл за парагвайский «Спортиво Лукеньо», а с начала 2008 года выступал за «Такуари». В 2012 году Барейро вновь играл за «Либертад».
С начала 2013 года парагваец представлял колумбийский «Депортиво Кали». 30 июня того же года он забил свой первый гол в рамках Лиги Постобон, открыв счёт в домашнем поединке с командой «Онсе Кальдас».
В конце января 2014 года Барейро перешёл в греческий ОФИ, а спустя пять месяцев — в колумбийский «Атлетико Хуниор». С середины февраля по конец 2016 года парагваец выступал за бразильскую «Коритибу». 24 июня того года он забил свой первый и единственный гол в бразильской Серии А, сравняв счёт в домашней игре с «Интернасьоналом».
С начала 2017 года Меса играл за асунсьонский «Гуарани». В 2018 году перешёл в «Шапекоэнсе».

## Достижения
«Либертад»
- Чемпион Парагвая (1): 2007

 «Атлетико Хуниор»
- Обладатель Кубка Колумбии (1): 2015